# 神代薬品
神代薬品株式会社（くましろやくひん）は、主に医薬品・医療機器の卸売を中心とする日本の企業であった。現在は、株式会社葦の会の一社「アステム」である。

## 主要取引メーカー
- 武田薬品工業
- 明治製菓
- 東京田辺製薬（現:田辺三菱製薬）
- カネボウ薬品（現:クラシエ薬品）
- 日本シエーリング（現:バイエル薬品）
- 昭和薬品化工
- キッセイ薬品工業
- 第一製薬（現:第一三共）

## 営業所
- 唐津支店・佐賀県唐津市卸町
- 武雄営業所・佐賀県武雄市武雄町川浪12223-2

## 沿革
- 明治23年創業
- 昭和24年5月「有限会社神代薬局」に商号変更
- 昭和43年5月「神代薬品株式会社」に商号変更
- 昭和53年11月「溝上薬品株式会社」を合併し「シンコー薬品株式会社」に商号変更
- 平成5年福岡県の「コーヤク株式会社」・「大石薬品株式会社」と合併し「キョーエイ薬品株式会社」に商号変更